# Episodi di The Bold Type (quarta stagione)
La quarta stagione della serie televisiva The Bold Type, composta da 16 episodi, è stata trasmessa in prima visione assoluta dalla rete televisiva statunitense Freeform dal 23 gennaio al 16 luglio 2020, in due parti: la prima fino al 26 marzo 2020, mentre la seconda dall’11 giugno. Inizialmente era composta da 18 episodi, ma viene bruscamente interrotta dopo 16 episodi, in seguito alla pandemia di Coronavirus venutasi a diffondere anche negli Stati Uniti d'America.
In Italia la stagione è stata trasmessa su Premium Stories, canale a pagamento della piattaforma satellitare Sky, dal 26 gennaio al 19 marzo 2021.
| n° | Titolo originale            | Titolo italiano                  | Prima TV USA     | Prima TV Italia  |
| -- | --------------------------- | -------------------------------- | ---------------- | ---------------- |
| 1  | Legends of the Fall Issue   | La leggenda del numero autunnale | 23 gennaio 2020  | 26 gennaio 2021  |
| 2  | #scarlet                    | Scarlet digitale                 | 30 gennaio 2020  |                  |
| 3  | Marathon                    | La maratona                      | 6 febbraio 2020  | 2 febbraio 2021  |
| 4  | Babes in Toyland            | Ragazze nel paese dei balocchi   | 13 febbraio 2020 |                  |
| 5  | Tearing Down the Donut Wall | Abbattere il muro di donut       | 20 febbraio 2020 | 9 febbraio 2021  |
| 6  | To Peg or Not to Peg        | Fare pegging o non fare pegging  | 27 febbraio 2020 |                  |
| 7  | The Space Between           | La via di mezzo                  | 5 marzo 2020     | 16 febbraio 2021 |
| 8  | Stardust                    | Polvere di stelle                | 12 marzo 2020    |                  |
| 9  | 5, 6, 7, 8                  | Addio al nubilato                | 19 marzo 2020    | 23 febbraio 2021 |
| 10 | Some Kind of Wonderful      | Un meraviglioso batticuore       | 26 marzo 2020    |                  |
| 11 | Leveling Up                 | Salire di livello                | 11 giugno 2020   | 2 marzo 2021     |
| 12 | Snow Day                    | La nevicata                      | 18 giugno 2020   |                  |
| 13 | Lost                        | Perdita                          | 25 giugno 2020   | 9 marzo 2021     |
| 14 | The Truth Will Set You Free | La verità ti salverà             | 2 luglio 2020    | 9 marzo 2021     |
| 15 | Love                        | Amore                            | 9 luglio 2020    | 16 marzo 2021    |
| 16 | Not Far from the Tree       | Non lontano dall'albero          | 16 luglio 2020   | 16 marzo 2021    |